# Gabriela Franková
Gabriela Havlová, rozená Franková (* 25. prosince 1993 Brno) je česká modelka, Česká Miss a Česká Miss Frekvence 1 pro rok 2014, zakladatelka Frankly models a spoluzakladatelkou soutěže krásy Miss středních škol Olomouckého kraje.

## Osobní život
Pochází z Brna; její rodiče jsou ekonomové a bratr pracuje jako manažer. Na základní škole hrála tenis a divadlo, učila se hrát na klavír, chodila na gymnastiku, tancovala latinskoamerické tance. Ve čtrnácti letech skončila se sportem, jelikož onemocněla streptokokem.

## Studium
V letech 2009–2013 studovala na gymnáziu na třídě Kapitána Jaroše v Brně. Od roku 2013 studovala na Národohospodářské fakultě Vysoké školy ekonomické obor Ekonomie. Po získání titulu Česká Miss 2014 studium přerušila. Od roku 2015 studovala Právnickou fakultu Masarykovy univerzity v Brně, kde v roce 2020 úspěšně obhájila diplomovou práci zaměřenou na dědictví a získala titul Mgr.
Během studia se účastnila mnoha projektů, např. Pražský studentský summit či Eu-week-end; s její prací SOČ v oboru ekonomie postoupila do krajského kola.
Ovládá angličtinu a němčinu. Má základy italštiny a turečtiny, které se naučila při cestách za modelingem. Na gymnáziu se učila 3 roky francouzštinu a na vysoké škole se učila i krátce ruštinu a španělštinu. Při účasti v České Miss absolvovala hodinu kreolštiny, kterou se mluví na Mauriciu.

## Modeling
V první třídě na základní škole začala předvádět dětskou módu a od čtrnácti let se začala věnovat modelingu aktivně; začínala na veletrzích módy Styl a Kabo, přes přehlídky Osmanyho Laffity, Petra Kaloudy, Libora Komosného a dalších návrhářů v České republice až na přehlídková mola v Miláně, Istanbulu nebo v Bratislavě.

## Soutěže krásy
- Look Bella 2009 – regionálního finále Čechy 3. místo[10]
- Miss Brno Open 2010 – Miss Brno Internet[11]
- Miss Praha Open 2011 – finalistka
- Česká Miss 2014 – vítězka, Česká Miss Frekvence 1